# Hans Christian Tørsleff
 Ikke at forveksle med Hans Tørsleff.
Hans Christian Tørsleff (28. maj 1804 i Viborg – 16. januar 1866 i Skive) var en dansk nålemager.
Efter sin konfirmation lærte han nålemagerhåndværket i Randers og nedsatte sig senere som nålemager i Skive. Dette håndværk drev han op til en betydelig virksomhed og havde en udmærket hjælp af sin flittige hustru; han lavede nålene, og hun satte dem på papir. Det var i de tider, da der kunne tjenes penge ved håndværk; og at det ikke var små partier af nåle, der forlod hans værksted, forsås derved, at hans industri udviklede sig til, at han havde oplagssteder af nålemagervarer i flere af Jyllands byer.
Desuden var han et fremragende forretningstalent; han handlede i det store og i det små, købte ejendomme og solgte dem igen, havde stort hestehold og i flere år postkørslen mellem Skive og Viborg i entreprise.
Da man havde besluttet at opføre et nyt rådhus i Skive, blev han entreprenør for bygningens opførelse og byggede senere sin egen gård på Nørregade, der havde et tilliggende af 50 tdr. l. ager og 12 tdr. l. eng. Men han havde også store pengetab og til sidst megen modgang og flere sorger. Han døde i Skive den 16. januar 1866, 61 år gammel.
Hans Christian Tørleff var desuden medlem af byrådet i Skive.
Gift den 10. maj 1827 i Randers med Marie Cathrine Nielsen, født i Randers den 27. november 1806, hvor hendes fader var kobbersmed. De fik 10 børn. Hun døde på Ourupgaard hos sin svigersøn Hjalmar Eggers den 20. januar 1890, 83 år gammel.